# ラリー・グラハム

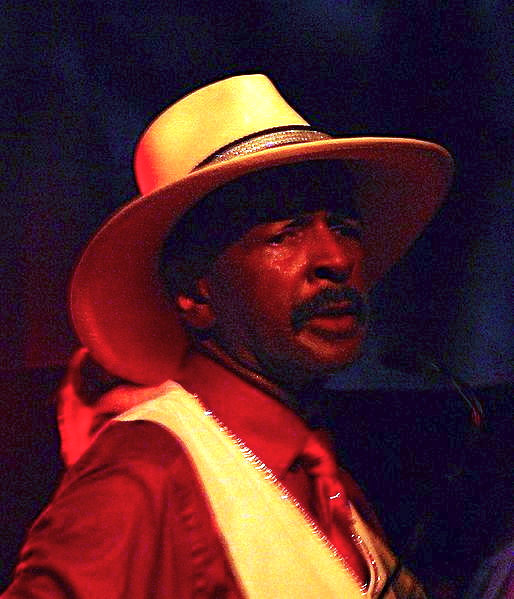
ラリー・グラハム

ラリー・グラハム（Larry Graham、1946年8月14日 - ）は、アメリカ合衆国テキサス州生まれ、カリフォルニア州育ちのミュージシャン。スラップ奏法を生み出した俗に言うチョッパーベーシストの泰斗として知られている。ボーカリストとしてもヒット曲を持っている。なお、ファミリーネームの聞こえ方を”グレアム”と捉える向きもある。
甥に俳優でラッパーのドレイクがいる。

## 略歴
幼少期よりピアノやダンスを学び、15歳の頃に母たちとバンドを組んだ。なお、手でベースを叩く奏法は「スラップ」奏法が正しい名称で、チョッパー・ベースは日本独自表現である。グラハム自身は“Thumping & Plucking”と呼んだりスラップ、チョッパーと呼ぶこともある。
彼の知名度が上昇したのは1967年に加入したスライ&ザ・ファミリー・ストーンが60年代後半にヒットを連発したことによるところが大きい。またグラハムはスラップ奏法の第一人者としても知られている。スラッピングによるファンク・サウンドはグレッグ・エリコ（ドラムス）とのコンビネーションによって完成し、世間に知れ渡った。
その後1971年にバンドを解雇された後、1973年に自身のバンド、グラハム・セントラル・ステーションを結成。1980年に解散した後はベーシストとしてよりもボーカリストとしての側面を強く出した音楽活動を行った。ヴォーカル・スタイルはジェフリー・オズボーンやアル・ウィルソン、ピーボ・ブライソンのような洗練されたポップなソウル・ヴォーカルである。「One in a Million You」はビルボードR&BチャートTOPになった。「ジャスト・ビー・マイ・レイディ」もヒットしている。
その後は1992年にファミリー・ストーンのメンバーを呼んでグラハム・セントラル・ステーションを再結成したほか、プリンスとのツアーなどでも活躍している。アメリカの自宅がプリンスの自宅の隣だった時期もあった。
2010年代に使用しているベースはMOONのジャズベースタイプである。彼の使用しているモデルには特別仕様としてワイヤレスシステムとマイクロフォン用のトランスミッターが装備されているのが特徴である。彼はこのベースを弾きながら洗練されたポップ・ソウル的なヴォーカルを披露している。4弦モデルと5弦モデルが存在し、それぞれ限定で発売されていた。
来日公演も東京ビルボードなどで複数行なっている。
ローリング・ストーン誌が選んだ「史上最高のベーシスト50選」で第7位に選ばれている。

## ディスコグラフィ

### アルバム
- バラードの世界 - One in a Million You (1980)
- ジャスト・ビー・マイ・レディ - Just Be My Lady (1981)
- スナー・オア・レイター - Sooner or Later (1982)
- ヴィクトリー - Victory (1983)
- ファイアード・アップ - Fired Up (1985)

### シングル
- One in a Million You (1980)
- When We Get Married (1981)
- Guess Who (1981)
- Just Be My Lady (1981)
- Sooner or Later (1982)
- Don't Stop When You're Hot (1982)
- I Never Forget Your Eyes (1983)

### ゲスト参加
- ENDLICHERI☆ENDLICHERI - 『Neo Africa Rainbow Ax』 M01「ENDLICHERI☆ENDLICHERI 2」(2007)